# Рустем Сејдић
Рустим Сејдић (Бојник крај Лесковца, 3. јануар 1892 — ?) је био трубач Гвозденог пука српске војске у Првом светском рату. Носилац Албанске споменице 1915/1916. Деда познатог трубача Фејата Сејдића.

## Биографија
У ноћи између 29. и 30. октобра 1916. Гвоздени пук је био одређен да заустави непријатеља који је надирао са Кајмакчалана са циљем да их потисне. Противници су били бугарски војници из познате Рилске дивизије, сви одабрани, крупни људи који су добро баратали бомбама и камама.
Три пута су противници те ноћи јуришали и три пута истеривали нашу војску из ровова. Трећи пут је ситуација била сасвим озбиљна – замало да наше отерају у Црну реку. У одлучном моменту, одједном, полетно и громогласно зачу се звук трубе који је позивао на јуриш. Као да нас је неко повукао напред, као да се тамо не гине. Јурнули смо и постигли успех.
Када је свануло, постаде нам јасно због чега је то непријатељ онако бесно јуришао, као ретко кад раније: ту на попришту битке, међу лешевима непријатељским, наиђосмо на буре препуно рума. Остаде то, међутим, загонетка за многе, а понајпре за команданта пука Димитрија Милића, по чијем је наређењу оглашен онај јуриш. Растрчаше се официри и ствар се заврши на Рустему, Циганину родом из Јабланице. Њега доведоше право пред пуковника Милића.
„Ко је тебе овластио“, пита строго командант Гвозденог пука, „да употребиш ту твоју трубу и даш знак за јуриш?“
Рустем затрепта очима, али онда рече отресито: „Када сам видео, господине команданте, како ће наша славна војска да пропадне, ја сам засвирао јуриш самовласно, па макар ме стрељали“.
Командант шмркну и нареди да се из штаба одмах донесе орден за Рустема.”  За овај догађај се такође тврди да је дело Ахмеда Адемовића те да је он због тога вероватно одликован Карађорђевом звездом. 
За Рустема Сејдиће постоји податак да је као каплар одликован Златном медаљом за храброст за заслуге у рату 1917, 1918. и 1919. године указом ФАОбр. 150805 од 31.03.1920. године. Податак о његовом одликовању Карађорђевом звездом не постоји ни код Томислава Влаховића у књизи "Витезови Карађорђеве звезде са мачевима" ни код Милана Шантића у књизи "Витезови слободе". Тај податак није могуће наћи ни претрагом указа у Службеном војном листу из тог времена.
ДРУГА легендарна смицалица вештог трубача догодила се годину касније, када су Бугари масовно стрељали становништво јабланичког и топличког среза. Убили су више од две и по хиљаде људи и спалили хиљаде кућа. Ту вест су борци Гвозденог пука добили 1917. године, док су били на Солунском фронту, а многи су били управо из крајева које је покољ директно погодио. У језивом страху за судбину својих најмилијих, решили су да се освете, а тројица војника урадила су то кришом, без знања команде.

- У кишној ноћи, по невремену, Илија Илић, Буксан Стругопрутић и Рустем Сејдић сами су отишли према бугарским рововима - приповеда Крстић. - На неколико места пресекли су бодљикаву жицу, пажљиво, док су ударали громови, како звук клешта не би чули непријатељски стражари, а онда су кренули у остварење сулудо храброг плана.
Када су Илић и Стругопрутић изненада засули бомбама бугарске ровове, трубач Рустем Сејдић је прво свирао за српску војску "напад", а за бугарску "повлачење". Искусни музикант се претходно, кришом, прикрадао бугарском рову и "скинуо" шта свира супарнички трубач. Настао је пакао док су у кишној ноћи Срби кренули, напрасно пробуђени позивом на атак, док су Бугари, чувши сигнал да напусте положај - управо то и урадили.
Њих тројица су сутрадан добили орден, лично од регента Александра Карађорђевића и француског команданта Франша д'Епереа.
Тако је труба ушла у ратничку легенду, много пре него што су Рустемови потомци наставили да је чувају као култни инструмент. Сада је синоним за радост и весеље, а некада је звук трубе подсећао на крв, борбу и понос. Рустемов унук Фејат остао је познат и по томе што је у две прилике свирао бесплатно: за своју душу, и на испраћајима у војску.

### Одликовања
- Карађорђева звезда са мачевима
- Албанска споменица